# Zbigniew Suchecki (franciszkanin)
Zbigniew Suchecki (ur. 16 sierpnia 1960 w Kamiennej Górze) – polski duchowny katolicki, franciszkanin, teolog, kanonista, doktor obojga praw Papieskiego Uniwersytetu Laterańskiego, wykładowca Papieskiego Uniwersytetu Laterańskiego oraz Papieskiego Fakultetu św. Bonawentury w Rzymie, konsultor Kongregacji ds. Kanonizacyjnych, postulator w procesie kanonizacyjnym ks. Jerzego Popiełuszki.

## Życiorys
W 1979 r. wstąpił do krakowskiej prowincji zakonu franciszkanów. Po pięciu latach złożył śluby uroczyste. Sakrament święceń prezbiteratu przyjął w 1986 r.. Studiował prawo kanoniczne na Papieskim Uniwersytecie Laterańskim w Rzymie, gdzie uzyskał doktorat z obojga praw „utroque jure”. Habilitował się na Katolickim Uniwersytecie Stefana Wyszyńskiego w Warszawie. Wykładowca Papieskiego Fakultetu Teologicznego św. Bonawentury oraz Papieskiego Uniwersytetu Antonianum w Rzymie. Postulator w procesie beatyfikacyjnym i kanonizacyjnym sługi Bożego kard. Stefana Wyszyńskiego. Specjalizuje się w dziedzinie prawa karnego i konstytucyjnego. Pochodzi z parafii Najświętszego Serca Pana Jezusa w Kamiennej Górze. Mieszka w Rzymie.

## Publikacje

### Książki
- La cremazione dei cadaveri nel Diritto Canonico, Roma 1990.
- La cremazione nel Diritto Canonico e Civile, ed. Libreria Editrice Vaticana, Roma 1995, ss. 300.
- Positio super martyrio Mariae Stellae (in saeculo: Adelaide Mardosewicz et 10 Sociarium, Sororum professarum ex instituto Sacrae Familiare de Nazareth in odium fidei, uti fertur, interfectarum († 1 agosto 1943), Roma 1996.
- La Massoneria nelle disposizioni del “Codex Iuris Canonici” del 1917 e del 1983, ed. Libreria Editrice Vaticana, Roma 1997.
- Le sanzioni Penali nella Chiesa: Parte I, I delitti e le sanzioni penali in genere (cann. 1311-1363), ed. Libreria Editrice Vaticana, Roma 1999.
- Il processo penale canonico, (a cura di Zbigniew Suchecki), Milano 2000.
- Chiesa e massoneria: Congregazione Plenaria della Pontificia Commissione per la Revisione del Codice di Diritto Canonico tenuta nei giorni 20-29 ottobre 1981 riguardante quinta questione speciale dedicata alla riassunzione del can. 2335 del Codice di Diritto Canonico 1917, ed. Libreria Editrice Vaticana, Roma 2000.
- Kościół a masoneria, Kraków 2002.
- Il processo penale canonico, (a cura di Zbigniew Suchecki), Roma 2003.
- Kościół a masoneria, Kraków 2009.
- Kremacja w kulturach świata, Kraków 2009.
- Le privazioni e le proibizioni nel Codice di Diritto Canonico del 1983, Roma 2010.

### Artykuły naukowe
- Zagadnienie kremacji w rozwoju historycznym, in Prawo Kanoniczne, 36 (1993), n. 1-2, pp. 145–159.
- Masoneria w dokumentach Stolicy Apostolskiej i Kodeksie Prawa Kanonicznego, ze szczególnym uwzględnieniem dekretów Kongregacji Doktryny Wiary (1949-1983), in W nurcie franciszkańskim, 7 (1998) pp. 157–173.
- Wolnomularstwo w dokumentach Stolicy Apostolskiej i Kodeksie Prawa Kanonicznego, ze szczególnym uwzględnieniem dekretów Kongregacji Doktryny Wiary (1949-1983), in Prawo kanoniczne 41 (1998) nr 3-4, pp. 167–220.
- Przestępstwa przeciwko szóstemu przykazaniu dekalogu z uwzględnieniem ustaw partykularnych Konferencji Episkopatu USA, w: Powołanie franciszkańskie: przeżywanie charyzmatu w XXI wieku (red. Z. Kijas) Kraków 2003, pp. 37–65.
- Rola promotora sprawiedliwości w procesie karnym. (Ruolo del promotore di giustizia nel processo penale) in Semel Deo dedicatum non est ad usum humanos ulterius transferendum. Księga pamiątkowa dedykowana ks. prof. dr. hab. Julianowi Kałowskiemu MIC z okazji siedemdziesiątej rocznicy urodzin (red. J. Wroceński, B. Szewczul, A. Orczykowski) Warszawa 2004, pp. 551–579.
- Promotor sprawiedliwości i jego udział w sprawach karnych, in Roczniki Nauk Prawnych, 14 (2004) n. 2, pp. 191–225.
- Męczeństwo jako wyraz heroicznej miłości w świetle aktualnej dyskusji teologicznej i praktyki Kongregacji ds. Kanonizacyjnych, w: AA.VV., Misterium miłości, (red. W. Irek, G. Sokołowski, A. Tomko) Wrocław 2010, pp. 86–110.
- Problematyka masonerii współczesnej, in: Rycerz Niepokalanej, 1 (1999) pp. 39–41.